# Australobolbus gayndahensis
Australobolbus gayndahensis är en skalbaggsart som beskrevs av Macleay 1871. Australobolbus gayndahensis ingår i släktet Australobolbus och familjen Bolboceratidae. Inga underarter finns listade.